# 约翰·塔文纳
约翰·肯尼思·塔文纳爵士（英語：Sir John Kenneth Tavener，1944年1月28日—2013年11月12日），英国作曲家，以宗教精神深厚的合唱作品著称。

## 生平
塔文纳生于伦敦温布利，是文艺复兴时期著名作曲家约翰·塔弗纳（John Taverner）的后代，幼时曾与约翰·鲁特做过同学。后在皇家音乐学院学习，老师包括伦诺克斯·伯克利。1977年他皈依俄罗斯正教会，因此他在音乐创作上深受东正教的神秘主义影响。但据媒体报道，进入21世纪后，塔文纳逐渐退出东正教会，并致力于探索世界上多种宗教的传统。因为其在音乐上的卓越贡献，塔文纳于2000年被封为爵士。塔文纳很可能患有马凡氏综合征，一直以来身体状况很差。2013年11月12日，在Child Okeford的家中去世，享年69岁。

## 音乐
塔文纳的主要作品基本上都是宗教性的合唱作品，其中无伴奏合唱尤为出色。他早期的风格受到斯特拉文斯基和梅西安的影响，但是后来他对自然音阶和宗教神秘主义的偏爱使他的风格逐渐向以阿沃·帕特为代表的神圣简约主义靠拢。他的音乐往往旋律优美感人，充满冥想性，并且常常有非西方音乐的因素混合其中。他的无伴奏合唱《雅典娜之歌》曾在戴安娜王妃的葬礼上被演唱，并成为世界名曲。他最著名的非声乐类作品大约是大提琴与弦乐的《防护面纱》。
塔文纳与比约克等流行音乐家曾有过合作。